# Nicole Barandun
Nicole Barandun (25 aprile 1968) è un'avvocata e politica svizzera dell'Alleanza del Centro (AdC) e precedentemente del Partito Popolare Democratico (PPD). Dal 2023 è membro del Consiglio nazionale per il Canton Zurigo.

## Biografia
Dal 2008 al 2011 fu membro del Gran Consiglio del Canton Zurigo. Presentatasi alle elezioni federali del 2023, venne eletta Consigliera nazionale per il Canton Zurigo con 39 976 voti, trentatreesima tra i candidati eletti più votati del cantone.